# Arsouf
Arsouf ou Arsour, aujourd'hui Apollonie en Israël, est une ville qui date de l'antiquité, située entre Jaffa et Césarée. Le site est dominé par les ruines d'une forteresse de l'époque des Croisades.

## Histoire
Pendant les Croisades, la ville est attaquée à deux reprises par les croisés en 1099. Elle est prise en 1101 par Baudouin Ier avec l'aide de la flotte génoise. La ville est appelée Arsouf ou Arsour par les Croisés. En août 1187, elle tombe aux mains de Saladin mais elle est reprise le 7 septembre 1191 lors de la bataille d'Arsouf qui oppose Richard Cœur de Lion à Saladin.
En 1241, Jean II d'Ibelin entreprend la construction d'un vaste château concentrique au nord de la cité. En 1261, les Hospitaliers achètent la ville et la forteresse à la famille d'Ibelin.
En 1265, le sultan mamelouk Baybars conquiert la ville. La forteresse tombe ensuite en ruine et il ne subsiste qu'un petit village.
À proximité, la forêt d'Arsouf se maintient comme un point de repère pour les voyageurs.

## Référencement

### Sources
- (en) Jérôme Murphy-O'Connor, The Holy Land, Oxford, Oxford University press, coll. « Oxford Archaeological Guides », 2008, 551 p. (ISBN 978-0-19-923666-4, BNF 41245277)
- Katharina Galor, Israel Roll, Oren Tal, Donald H. Sanders, Andrew R. Willis et David B. Cooper, « Apollonia-Arsuf between Past and Future », Near Eastern Archaeology, The American Schools of Oriental Research, vol. 72, no 1,‎ mars 2009, p. 4-27